# 5. Königlich Bayerisches Jägerbataillon
Das 5. Jäger-Bataillon war ein Verband der bayerischen Armee. Der letzte Friedensstandort des Bataillons vor der Umbenennung war Zweibrücken.

## Geschichte
Das Bataillon wurde am 1. Januar 1851 aus Einheiten und Teileinheiten jeweils aus dem 1. Jäger-Bataillon und 3. Jäger-Bataillon auf der Feste Marienberg zu Würzburg aufgestellt. Weitere Garnisonen waren Straubing und Speyer.
Im Krieg gegen Preußen 1866 war es der 5. Brigade (Generalmajor von Ribaupierre) unterstellt und kämpfte am 25. Juni 1866 bei Helmstadt.
Während des Deutsch-Französischen Krieges nahm das Bataillon unter dem Kommando der 8. Infanterie-Brigade (Generalmajor von Maillinger) / 4. Division (Generalleutnant Graf von Bothmer) an der Schlacht bei Sedan teil. Von 19. September 1870 bis 28. Januar 1871 war es im Belagerungsring um Paris eingegliedert.
Das Bataillon wurde zum 1. Oktober 1878 in 2. Jäger-Bataillon umbenannt.

## Kommandeure
1. Januar 1851 bis 1. Oktober 1878:
| Vorname, Name                                                           | Kommandant, ab 1872 Kommandeur von bis |
| ----------------------------------------------------------------------- | -------------------------------------- |
| Major Matthias Jörgens (* 13. Februar 1797; † 27. Januar 1863)          | 1. Januar 1851 bis 31. März 1855       |
| Major Johann Baptist Veith (* 20. März 1799; † 16. August 1884)         | 31. März 1855 bis 9. Mai 1859          |
| Oberstleutnant Heinrich Deßloch (* 21. Oktober 1823; † 5. Oktober 1888) | 9. Mai 1859 bis 8. Januar 1869         |
| Oberstleutnant Rudolf Freiherr von Gumppenberg                          | 8. Januar 1869 bis 22. August 1870     |
| Major Heinrich Heß                                                      | 22. August 1870 bis 1873               |
| Major Carl von Gropper                                                  | 1873 bis 13. März 1878                 |
| Oberst Karl Popp                                                        | 13. März 1878 bis 1. Oktober 1878      |